# Orol
Orol (polsky Orło či Orzeł, 1118 m n. m.) je hora v Kysuckých Beskydech (na polské straně Beskid Żywiecki) na slovensko-polské státní hranici. Nachází se v hlavním hřebeni mezi vrcholy Malá Rača (1153 m) na severozápadě a Veľká Červenková (1131 m) na východě. Malá Rača je oddělena Sedlem pod Orlom (1060 m), Veľká Červenková sedlem Zrubitá (980 m). Na jih z hory vybíhá rozsocha směřující k vrcholu Kýčera (1005 m) a sevřená mezi údolí Veľkého potoka na východě a Klubinskou dolinu na západě. Severní svahy hory klesají do údolí potoka Racza. Na této straně vede po úbočí červeně značená dálková turistická trasa Główny Szlak Beskidzki. Přes vrchol prochází Hlavní evropské rozvodí.

## Přístup
- po neznačené cestě ze Sedla pod Orlom

## Externí odkazy

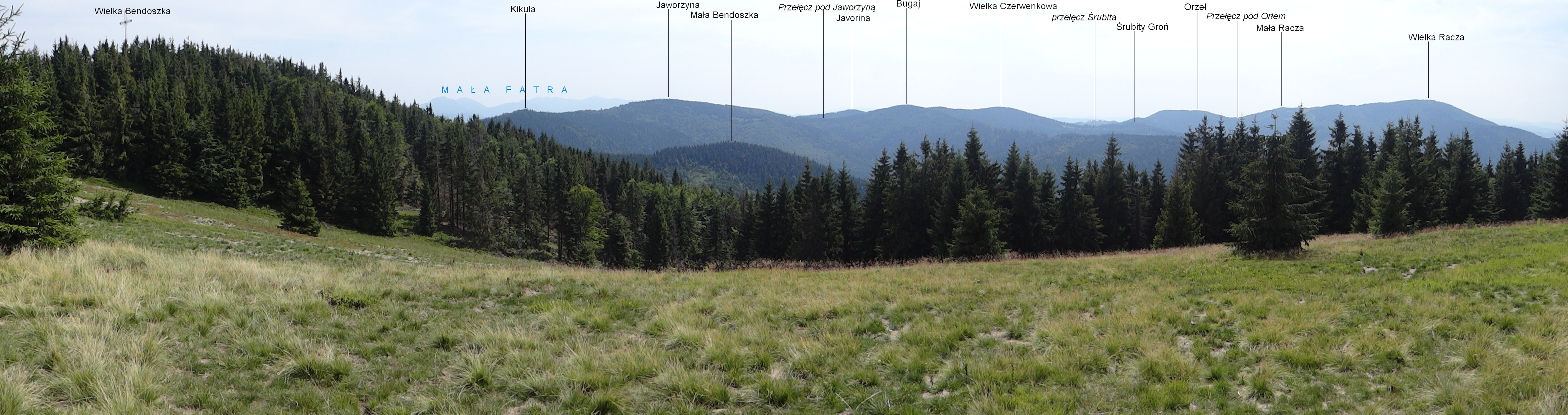
Orol z vrcholu Pleskierówka